# Nick Hague
Tyler Nicklaus „Nick” Hague (* 25. září 1975 Belleville, Kansas, USA) je americký vojenský pilot a od června 2013 astronaut NASA, 558. člověk ve vesmíru. Na podzim 2018 absolvoval neúspěšný pokus o start v kosmické lodi Sojuz MS-10 a na Mezinárodní vesmírnou stanici (ISS) se tak k půlročnímu letu dostal až o několik měsíců později, v březnu 2019. Ke svému druhému půlročnímu pobytu na ISS odstartoval koncem září 2024.. 

## Vzdělání, vojenská kariéra
Nick Hague se narodil v městečku Belleville ve státě Kansas, dětství a mládí prožil v Hoxie, také v Kansasu, kde navštěvoval střední školu. Poté studoval v Akademii Letectva Spojených států amerických (United States Air Force Academy), kterou absolvoval roku 1998 s hodností bakaláře v oboru kosmické techniky. Ve studiu pokračoval na Massachusettském technologickém institutu, roku 2000 absolvoval jako magistr v oboru kosmické a letecké techniky.
Od roku 2000 pracoval na Kirtlandově letecké základně. Později prošel výcvikem ve škole zkušebních pilotů letectva na Edwardsově letecké základně, na které se poté podílel na testování letecké elektroniky a motorů. V letech 2004–2005 sloužil v Iráku v rámci experimentálního programu leteckého vyhledávání improvizovaných výbušných zařízení nastražených podél cest; provedl 139 bojových letů. Poté pracoval ve Výzkumné laboratoři letectva (Air Force Research Laboratory) a od roku 2006 přednášel v Akademii Letectva USA. Roku 2009 přešel do aparátu Senátu USA jako konzultant pro otázky vojenství a zahraniční politiky, a pak do Pentagonu, kde pracoval v oddělení pro rozpočet Centrálního velitelství (CENTCOM). Od roku 2012 byl zástupcem vedoucího Spojené organizace pro obranu proti improvizovaným výbušným zařízením (Joint Improvised Explosive Device Defeat Organization) při ministerstvu obrany.

## Astronaut
Roku 2003 se zúčastnil 19. náboru astronautů NASA, a roku 2008 20. náboru, uspěl napotřetí v 21. náboru roku 2013 a 17. června 2013 byl zařazen mezi americké astronauty. Dvouletý základní kosmonautický výcvik dokončil v červenci 2015.

### Neúspěšný start (Sojuz MS-10)
V únoru 2017 by, společně s Alexejem Ovčininem zařazen do posádky Expedic 57 a 58 na Mezinárodní vesmírnou stanici (ISS) s plánovaným startem v Sojuzu MS-10 na podzim 2018, posádka současně byla záložní pro Sojuz MS-08 startující v březnu 2018. Nosná raketa Sojuz-FG vynášející Sojuz MS-10 odstartovala z kosmodromu Bajkonur 11. října 2018, vyhořelé bloky prvního stupně se však neoddělily řádně a způsobily poškození druhého stupně rakety. Záchranný systém oddělil loď s kosmonauty, která následně přistála v kazašské stepi.

### 1. kosmický let (Sojuz MS-12)
Dvojice Ovčinin-Hague byla záhy doplněna o Christinu Kochovou a přeřazena do Expedice 59/60. Do vesmíru vzlétli 14. března 2019 na palubě Sojuzu MS-12. Po necelých šesti hodinách letu se Sojuz spojil se stanicí ISS a kosmonauti se zapojili do práce Expedice 59, resp. Expedice 60. Během mise Hague třikrát vystoupil do vesmíru. Přistál v Sojuzu MS-12 s Ovčininem a krátkodobým návštěvníkem Hazzá Al-Mansúrím 3. října 2019.

### 2. kosmický let (SpaceX Crew-9)
Koncem ledna 2024 NASA oficiálně zveřejnila složení posádky mise SpaceX Crew-9, v níž byl Hague zařazen jako pilot, vedle velitelky Zeny Cardmanové a letových specialistů Stephanie Wilsonové a Alexandra Gorbunova. Koncem srpna 2024, jen několik týdnů před plánovaným startem, se však změnil program letů na stanici, a to kvůli potížím nové kosmické lodi Starliner při testovací misi Boeing Crew Flight Test. NASA oznámila rozhodnutí nechat Starliner přistát bez jeho dvoučlenné posádky (Barry Wilmore a Sunita Williamsová) a v lodi Crew-9 poslat pro nadcházející Expedici 72 jen dva astronauty a na ISS k nim připojit kolegy ze Starlineru. NASA nenašla odvahu svěřit narychlo vytvořenou a nesecvičenou posádku Cardmanové, kterou sice dříve vybrala za velitelku Crew-9, ale která současně byla nezkušenou astronautkou chystající se na svůj první let. Proto agentura z původní posádky zvolila astronauta mířícího již na svou druhou misi – Hague byl povýšen na velitele Crew-9. Ve dvojici s Gorbunovem z Floridy odstartovali 28. září 2024 a o den později se připojili ke stanici.
Hague se 16. ledna 2025 vydal s Williamsovou na svůj čtvrtý výstup do volného prostoru. Přesně 6 hodin prováděli opravářské a údržbové práce, např. instalovali záplaty pro zakrytí poškození světelných filtrů na rentgenovém teleskopu a vyměnili odrazové zařízení na jednom z mezinárodních dokovacích adaptérů a Hague si výstupem zvýšil celkovou délku svých pobytů mimo stanici na 25 hodin a 55 minut.
Jen pár desítek hodin poté, co na ISS dorazili její nástupci v lodi SpaceX Crew-10, určení pro následující Expedici 73, odletěla 18. března 2025 kompletní, čtyřčlenná posádka Crew-9 zpět na Zemi. Hague si do statistik zapsal 171 dní, 4 hodiny a 40 minut letu. 

## Osobní život
Nick Hague je ženatý, jeho manželka je podplukovnicí letectva, mají dva syny.